# 安芸市多目的体育館
安芸市多目的体育館 （あきしたもくてきたいいくかん）は、高知県安芸市桜ヶ丘町にある体育館である。

## 概要
- 1994年（平成6年）に安芸市営球場の下にできた多目的体育館であり、阪神タイガースのキャンプ中には、雨天練習場として使用されている。

## 施設
構造
設備
- 室内練習場（50m×50m）

室内練習場は、人工芝で、打撃練習や守備練習が可能。ウエイトトレーニングなどのマシン類が設置されている。
- ロッカールーム兼ミーティングルーム

## 基礎データ

### 所在地等
- 安芸市桜ヶ丘町

### 利用期間
- 8:30 - 21:00
- 休館日：年末年始（12月29日 - 1月3日）

### 利用料金
- 有料・問い合わせ

## 交通
- 土佐くろしお鉄道ごめん・なはり線「球場前駅」下車徒歩2分